# Talos sampsoni
Talos sampsoni é uma espécie de dinossauro terópode encontrada em depósitos do Cretáceo Superior em Utah, EUA. É a única espécie descrita para o gênero Talos.